# Zupaisaure
El zupaisaure (Zupaysaurus, "llangardaix dimoni") és un gènere de dinosaure teròpode primitiu que va viure des del Retià del Triàsic superior fins al Hettangià del Juràssic inferior en el que actualment és Argentina.